# Deutscher Dorfstraße Nr. 15

Dorfstraße 15, Torhaus

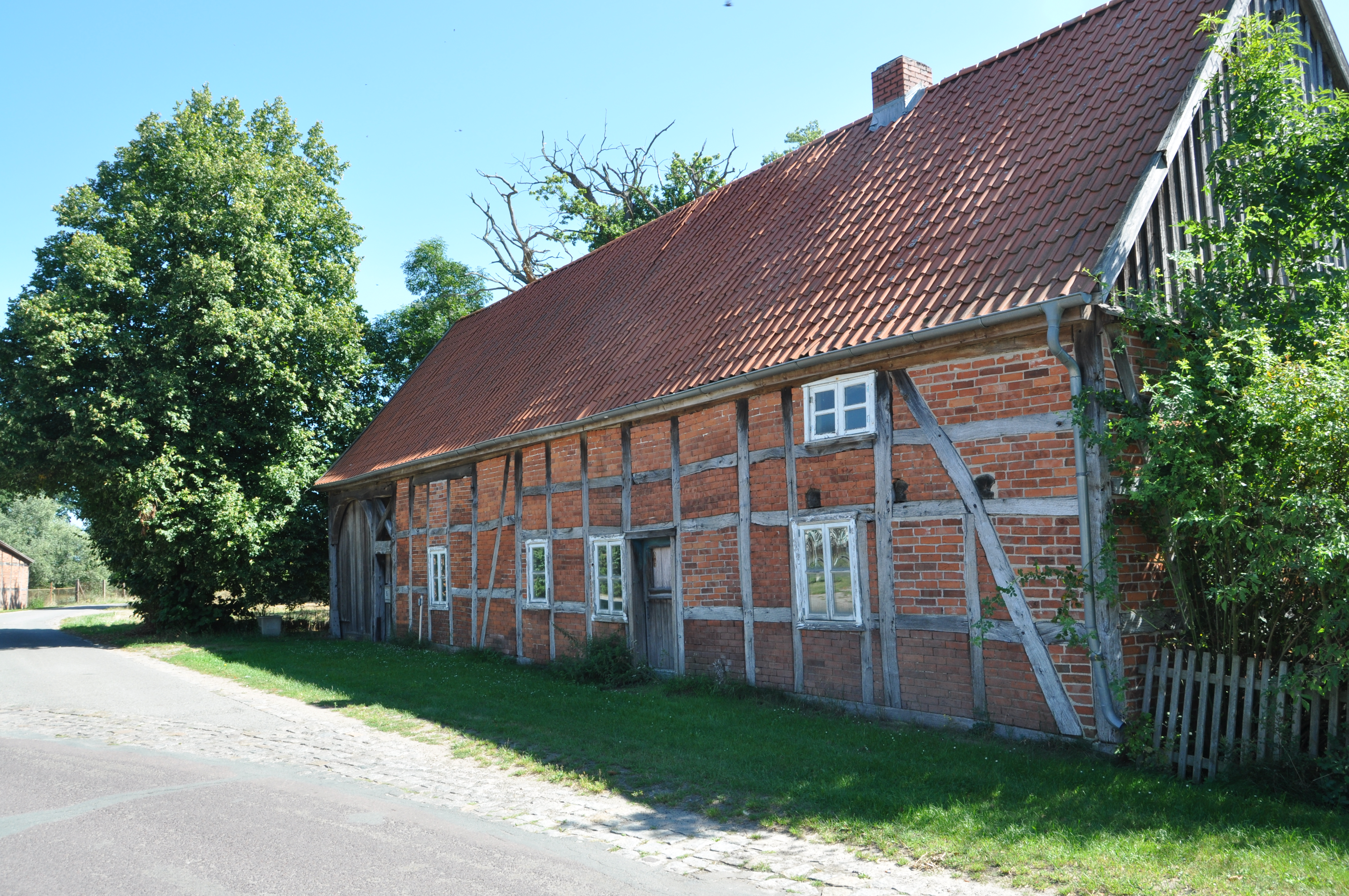
Dorfstraße 15

In der Deutscher Dorfstraße 15 in der altmärkischen Ortschaft Deutsch (Gemeinde Zehrental) steht eine historische Hofanlage.

## Beschreibung
Die Hofanlage ist ein Bauernhofensemble in Fachwerkbauweise mit ausgemauerten Gefachen. Sie gehört zu den ältesten Bauten von Deutsch. Das Ensemble steht unter Denkmalschutz und ist im Denkmalverzeichnis von Sachsen-Anhalt unter der Erfassungsnummer 094 36410 als Baudenkmal eingetragen. Die barocke Hofanlage besteht aus verschiedenen Gebäuden, von denen das Torhaus aus der Zeit um das Jahr 1680 stammt und eine Inschrift am Querbalken trägt. Der kielbogige Türsturz stammt vermutlich von einem Vorgängerbau. Das Hauptgebäude kombiniert Wohn- und Stallnutzung, trägt ebenfalls eine Inschrift und wurde wie die Wirtschaftsgebäude in der Zeit um 1800 erbaut.